# دينيسي روسو
دينيسي روسو (بالإنجليزية: Denise Rousseau)‏ هي عالمة نفس أمريكية، ولدت في 1951.